# توم باتشيكو
توم باتشيكو (بالإنجليزية: Tom Pacheco)‏ هو عازف قيثارة ومغن مؤلف وملحن أمريكي، ولد في 4 نوفمبر 1946.

## وصلات خارجية
- توم باتشيكو على موقع ميوزك برينز (الإنجليزية)
- توم باتشيكو على موقع ديسكوغز (الإنجليزية)